# Kvalifikation til VM i fodbold 2014 - UEFA Gruppe H
Gruppe H's kvalifikation til VM i fodbold 2014 var en af grupperne i forbindelse med den europæiske kvalifikation til VM i fodbold 2014. Kampene spilles imellem den 7. september 2012 til den 15. oktober 2013.

## Stilling
| Hold       | K  | V | U | T  | M+ | M- | MF  | Pts |
| ---------- | -- | - | - | -- | -- | -- | --- | --- |
| England    | 10 | 6 | 4 | 0  | 31 | 4  | +27 | 22  |
| Ukraine    | 10 | 6 | 3 | 1  | 28 | 4  | +24 | 21  |
| Montenegro | 10 | 4 | 3 | 3  | 18 | 17 | +1  | 15  |
| Polen      | 10 | 3 | 4 | 3  | 18 | 12 | +6  | 13  |
| Moldova    | 10 | 3 | 2 | 5  | 12 | 17 | −5  | 11  |
| San Marino | 10 | 0 | 0 | 10 | 1  | 54 | −53 | 0   |

|            | England | Moldova | Montenegro | Polen | San Marino | Ukraine |
| ---------- | ------- | ------- | ---------- | ----- | ---------- | ------- |
| England    | —       | 4–0     | 4–1        | 2–0   | 5–0        | 1–1     |
| Moldova    | 0–5     | —       | 0–1        | 1–1   | 3–0        | 0–0     |
| Montenegro | 1–1     | 2–5     | —          | 2–2   | 3–0        | 0–4     |
| Polen      | 1–1     | 2–0     | 1–1        | —     | 5–0        | 1–3     |
| San Marino | 0–8     | 0–2     | 0–6        | 1–5   | —          | 0–8     |
| Ukraine    | 0–0     | 2–1     | 0–1        | 1–0   | 9–0        | —       |

## Kampe
| 7. september 2012 20:30 UTC+2 |

| Montenegro                  | 2 – 2   | Polen                                  |
| --------------------------- | ------- | -------------------------------------- |
| Drinčić 27' · Vučinić 45+2' | rapport | Błaszczykowski 6' · Mierzejewski 55' · |

| Stadion Pod Goricom, Podgorica Tilskuere: 11,420 Dommer: Kristinn Jakobsson (Iceland) |

| 7. september 2012 21:45 UTC+3 |

| Moldova | 0 – 5   | England                                                 |
| ------- | ------- | ------------------------------------------------------- |
|         | rapport | Lampard 4', 29' · Defoe 32' · Milner 74' · Baines 83' · |

| Stadionul Zimbru, Chișinău Tilskuere: 10,500 Dommer: Pol van Boekel (Netherlands) |

| 11. september 2012 20:30 UTC+2 |

| San Marino | 0 – 6   | Montenegro                                                            |
| ---------- | ------- | --------------------------------------------------------------------- |
|            | rapport | Đorđević 24' · Bećiraj 26', 51' · Zverotić 69' · Delibašić 78', 82' · |

| Stadio Olimpico, Serravalle Tilskuere: 1,947 Dommer: Neil Doyle (Republic of Ireland) |

| 11. september 2012 20:45 UTC+2 |

| Polen                               | 2 – 0   | Moldova |
| ----------------------------------- | ------- | ------- |
| Błaszczykowski 33' · Wawrzyniak 81' | rapport |         |

| Stadion Miejski, Wrocław Tilskuere: 38,145 Dommer: Ilias Spathas (Greece) |

| 11. september 2012 20:00 UTC+1 |

| England            | 1 – 1   | Ukraine           |
| ------------------ | ------- | ----------------- |
| Lampard 87' (str.) | rapport | Konoplyanka 39' · |

| Wembley stadion, London Tilskuere: 68,102 Dommer: Cüneyt Çakır (Turkey) |

| 12. oktober 2012 21:00 UTC+3 |

| Moldova |         | Ukraine |
| ------- | ------- | ------- |
|         | rapport |         |

| Stadionul Zimbru, Chișinău Dommer: Clément Turpin (France) |

| 12. oktober 2012 20:00 UTC+1 |

| England |         | San Marino |
| ------- | ------- | ---------- |
|         | rapport |            |

| Wembley stadion, London Dommer: Gediminas Mažeika (Lithuania) |

| 16. oktober 2012 21:00 UTC+3 |

| Ukraine |         | Montenegro |
| ------- | ------- | ---------- |
|         | rapport |            |

| Olympic stadion, Kyiv Dommer: Michael Koukoulakis (Greece) |

| 16. oktober 2012 20:30 UTC+2 |

| San Marino |         | Moldova |
| ---------- | ------- | ------- |
|            | rapport |         |

| Stadio Olimpico, Serravalle Dommer: Marios Panayi (Cyprus) |

| 16. oktober 2012 21:00 UTC+2 |

| Polen |         | England |
| ----- | ------- | ------- |
|       | rapport |         |

| Stadion Narodowy, Warszawa Dommer: Gianluca Rocchi (Italy) |

| 14. november 2012 |

| Montenegro |  | San Marino |
| ---------- |  | ---------- |
|            |  |            |

| Stadion Pod Goricom, Podgorica |

| 22. marts 2013 |

| San Marino |  | England |
| ---------- |  | ------- |
|            |  |         |

| Stadio Olimpico, Serravalle |

| 22. marts 2013 |

| Polen |  | Ukraine |
| ----- |  | ------- |
|       |  |         |

|  |

| 22. marts 2013 |

| Moldova |  | Montenegro |
| ------- |  | ---------- |
|         |  |            |

| Stadionul Zimbru, Chișinău |

| 26. marts 2013 |

| Montenegro |  | England |
| ---------- |  | ------- |
|            |  |         |

| Stadion Pod Goricom, Podgorica |

| 26. marts 2013 |

| Ukraine |  | Moldova |
| ------- |  | ------- |
|         |  |         |

|  |

| 26. marts 2013 |

| Polen |  | San Marino |
| ----- |  | ---------- |
|       |  |            |

|  |

| 7. juni 2013 |

| Montenegro |  | Ukraine |
| ---------- |  | ------- |
|            |  |         |

| Stadion Pod Goricom, Podgorica |

| 7. juni 2013 |

| Moldova |  | Polen |
| ------- |  | ----- |
|         |  |       |

| Stadionul Zimbru, Chișinău |

| 6. september 2013 |

| Ukraine |  | San Marino |
| ------- |  | ---------- |
|         |  |            |

|  |

| 6. september 2013 |

| England |  | Moldova |
| ------- |  | ------- |
|         |  |         |

| Wembley stadion, London |

| 6. september 2013 |

| Polen |  | Montenegro |
| ----- |  | ---------- |
|       |  |            |

|  |

| 10. september 2013 |

| Ukraine |  | England |
| ------- |  | ------- |
|         |  |         |

|  |

| 10. september 2013 |

| San Marino |  | Polen |
| ---------- |  | ----- |
|            |  |       |

| Stadio Olimpico, Serravalle |

| 11. oktober 2013 |

| Moldova |  | San Marino |
| ------- |  | ---------- |
|         |  |            |

| Stadionul Zimbru, Chișinău |

| 11. oktober 2013 |

| Ukraine |  | Polen |
| ------- |  | ----- |
|         |  |       |

|  |

| 11. oktober 2013 |

| England |  | Montenegro |
| ------- |  | ---------- |
|         |  |            |

| Wembley stadion, London |

| 15. oktober 2013 |

| England |  | Polen |
| ------- |  | ----- |
|         |  |       |

| Wembley stadion, London |

| 15. oktober 2013 |

| San Marino |  | Ukraine |
| ---------- |  | ------- |
|            |  |         |

| Stadio Olimpico, Serravalle |

| 15. oktober 2013 |

| Montenegro |  | Moldova |
| ---------- |  | ------- |
|            |  |         |

| Stadion Pod Goricom, Podgorica |